# Законце (Мазовецьке воєводство)
Законце (пол. Zakącie) — село в Польщі, у гміні Гарволін Ґарволінського повіту Мазовецького воєводства.
Населення — 102 особи (2011).
У 1975—1998 роках село належало до Седлецького воєводства.

## Демографія
Демографічна структура станом на 31 березня 2011 року:
|          | Загалом | Допрацездатний вік | Працездатний вік | Постпрацездатний вік |
| -------- | ------- | ------------------ | ---------------- | -------------------- |
| Чоловіки | 50      | 13                 | 33               | 4                    |
| Жінки    | 52      | 12                 | 26               | 14                   |
| Разом    | 102     | 25                 | 59               | 18                   |